# Deutsche Minderheit in Litauen

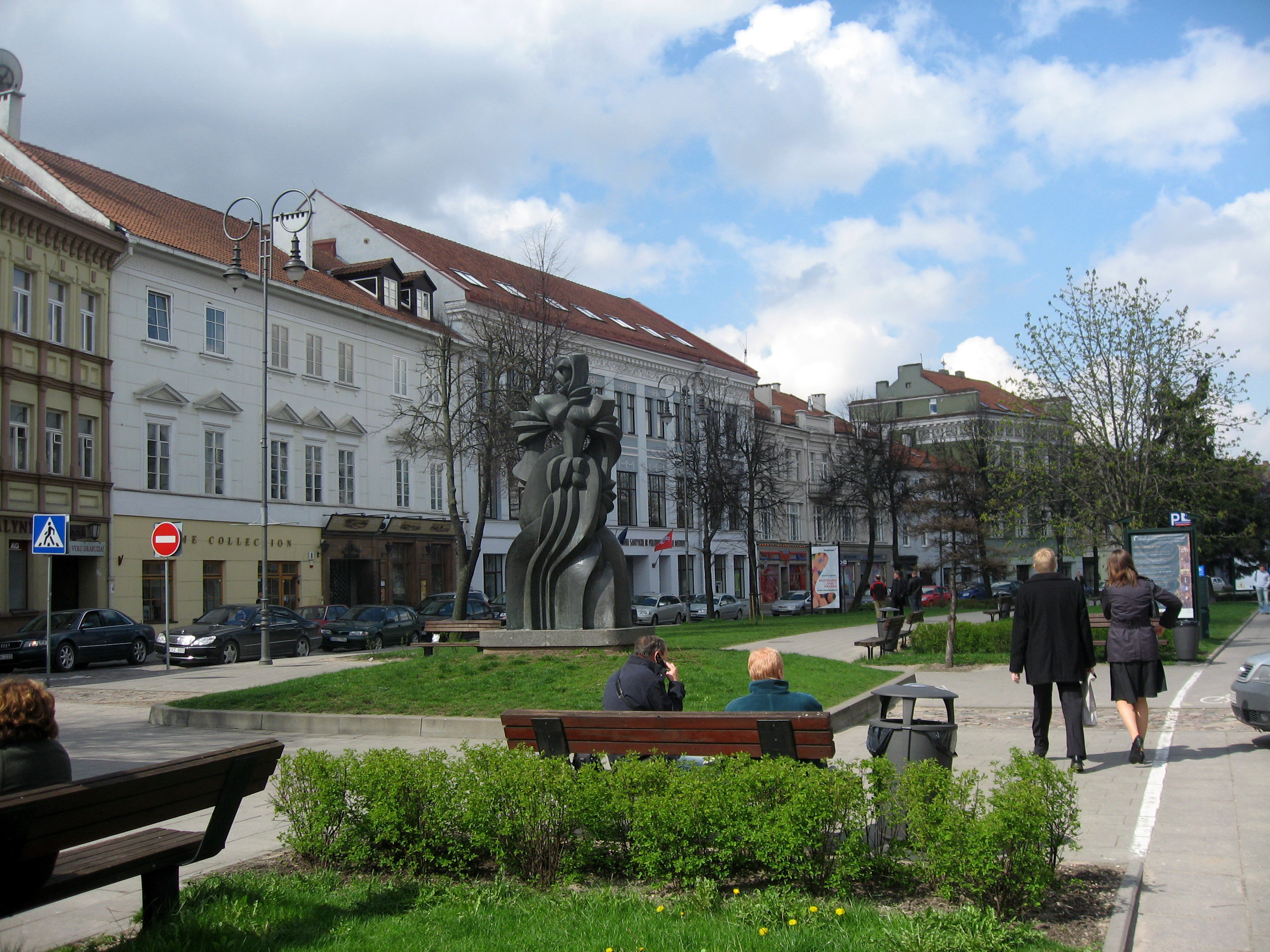
Deutsche Straße in der litauischen Hauptstadt Vilnius (lit. Vokiečių gatvė, jidd. Deitsche Straße)

Die Deutsche Minderheit in Litauen (Litauendeutsche) ist eine autochthone, seit Jahrhunderten in Litauen ansässige Bevölkerungsgruppe und eine kleine Minderheit in der Bevölkerung des größten baltischen Staates. Volkszählungen 2011 zufolge identifizierten sich etwa 3235 Einwohner Litauens als Deutsche. Das entspricht einem prozentualen Anteil von etwa 0,11 % an der litauischen Gesamtbevölkerung.

## Geschichte
Die Angehörigen der deutschen Minderheit in Litauen werden nicht den Deutsch-Balten zugerechnet. Die Ansiedlungsgeschichte der Litauendeutschen verlief anders als die der Deutschen in Estland und Lettland. Sie erreichten weder einen vergleichbaren Umfang noch deren historische, politische und kulturelle Bedeutung.
Die erste Ansiedlung von Deutschen im mittelalterlichen Litauen ging nicht auf eine Eroberung durch einen geistlichen Ritterorden, sondern auf Anwerbungen durch die litauischen Fürsten Mindaugas und Gediminas zurück. Sie beschränkte sich auf Vilnius, Trakai und Kaunas, dessen Stadtbild im Mittelalter Bauten der Backsteingotik prägten, und wo 1440 die Hanse ein Kontor eröffnete. Während der Einführung der Reformation in Polen-Litauen im 16. Jahrhundert luden litauische Magnaten protestantische Deutsche zur Ansiedlung auf ihrem Besitz ein.
Infolge der Teilungen Polens war gegen Ende des 18. Jahrhunderts das russische Gouvernement Wilna entstanden, das 1843 in die Gouvernements Wilna und Kowno geteilt wurde. Letzteres hatte etwa den Umfang der späteren Republik Litauen. Dort lebten 1897 rund 1,4 % Deutsche.
Der weitaus größte Teil der Litauendeutschen waren seit Beginn des 19. Jahrhunderts aus den östlichen Grenzkreisen Ostpreußens eingewanderte Landwirte, die über Kleinbesitz nicht hinauskamen. Viele hatten Salzburger Vorfahren. Diese deutsche Minderheit hatte keinen politischen oder organisatorischen Zusammenhalt. Sie definierte sich über die Zugehörigkeit zur evangelischen Kirche, die auch die Kinder beschulte, blieb unter sich und bewohnte in Grenznähe, besonders in den Gegenden um Kybartai und Tauroggen, einzelne verstreut liegende Dörfer. Der Minderheit fehlte eine intellektuelle Führungsschicht.
In der 1920 unabhängig gewordenen Republik Litauen entstand ein „Kulturverband der Deutschen Litauens“. Die deutsche Minderheit zählte etwa 45.000 Angehörige, von denen 65 % von der Landwirtschaft oder vom ländlichen Handwerk lebten. In Kaunas und anderen Städten existierte eine deutsche Arbeiterschaft. Nur wenige Litauendeutsche hatten eine akademische Ausbildung, waren vermögend oder übten freie Berufe aus. Der in der Republik Litauen tonangebende litauische Chauvinismus ließ die formalen Rechte der deutschen Minderheit nicht zum Tragen kommen. „Zweifelhafte Volkszählungsergebnisse und falsche Passeintragungen“ reduzierten die Zahl der Litauendeutschen, so dass über 60 % ihrer Kinder keine deutsche Schule besuchen konnten. Nach der litauischen Volkszählung von 1923 waren von den 2.029.000 Einwohnern nur 28.400 Litauendeutsche (1,4 %, ohne Memelland). Nach der Machtergreifung Hitlers erhielt der Kulturverband zunehmend finanzielle Unterstützung aus Deutschland und kam unter den Einfluss des Nationalsozialismus.
Im bis 1920 deutschen und von 1923 bis März 1939 von Litauen annektierten Memelland, das historisch nicht zu Litauen gehörte, bezeichneten sich von den rund 140.000 Einwohnern 72,5 % als Deutsche bzw. „Kulturdeutsche“ (zweisprachig, 16 %) und 27,5 % als Litauer. Die Deutschen im Memelgebiet und die Litauendeutschen hatten kaum Berührungspunkte.

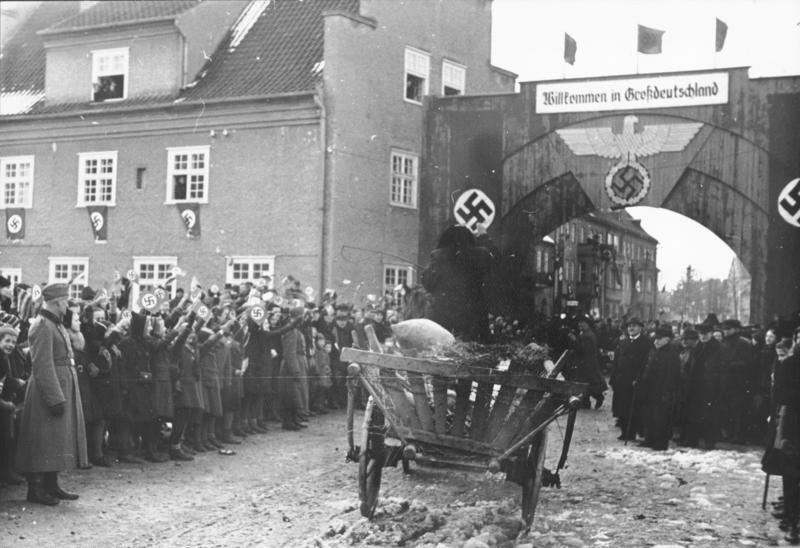
Eydtkau (Eydtkuhnen) am 28. Februar 1941: Einzug umgesiedelter Volksdeutscher aus der Litauischen Sowjetrepublik

Das geheime Zusatzprotokoll des Deutsch-Sowjetischen Grenz- und Freundschaftsvertrags vom 28. September 1939 hatte Litauen der sowjetischen Einflusssphäre zugeschlagen und zugleich den Litauendeutschen die Aussiedlung nach Deutschland ermöglicht. Die entsprechenden Verhandlungen zogen sich über die Okkupation Litauens durch die Sowjetunion im Juli 1940 hinaus und die Aussiedlung der Litauendeutschen konnte erst von Januar bis März 1941 stattfinden. Unter den 50.000 Aussiedlern befanden sich tausende Litauer, die sich als Evangelische und damit für Deutsche ausgegeben hatten, um auf diese Weise die Sowjetunion verlassen zu können. Alle Aussiedler kamen im westlichen Deutschland in Lager, wo die „rassisch-wertvollen“ als zukünftige „Ostsiedler“ ausgewählt wurden. Die anderen erhielten Arbeitsplätze in der Rüstungsindustrie. Nach der Eroberung Litauens im Deutsch-Sowjetischen Krieg begann gemäß dem Generalplan Ost die Rücksiedlung von 20.000 Litauendeutschen aus den Lagern ins nun deutsch okkupierte Litauen. Sie durften nicht auf ihren Besitz zurückkehren, sondern die Ansiedlung erfolgte im Zuge des Kegelbahnprojekts zur Beherrschung des eroberten Gebiets und ging mit der Vertreibung von Litauern, Polen und Belarussen einher. Im Sommer 1944 flüchteten die Siedler vor der herannahenden Front ins innere Deutschland. Wer auf der Flucht von der Roten Armee überrollt wurde, musste in die Sowjetunion zurück. Diese Litauendeutschen gelangten nach Jahren als Spätaussiedler nach Deutschland. Die Litauendeutschen wurden nach dem Zweiten Weltkrieg größtenteils in Westdeutschland ansässig, viele wanderten nach Übersee aus.
In dem am Ende des Zweiten Weltkriegs wieder litauischen Memelland finden sich in Klaipėda (Memel) und auf der Kurischen Nehrung noch einige Litauer und Deutsche, die Deutsch sprechen.